# صاروخ ذو وقود سائل

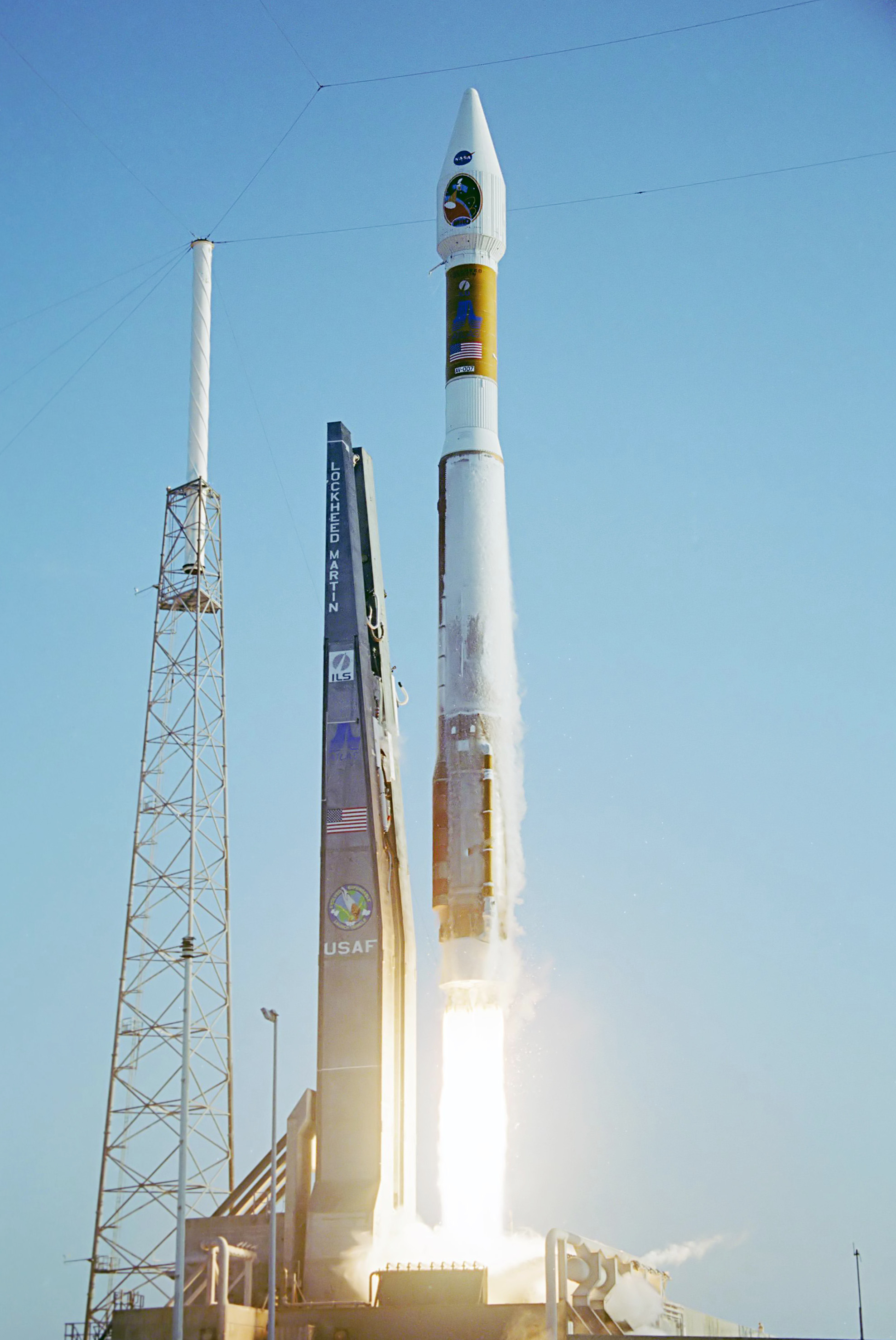
صاروخ "أطلس 5" ذو الوقود السائل أثناء إطلاقه في مهمّة إلى المرّيخ.

الصاروخ ذو الوقود السائل (أو الصاروخ السائل اختصاراً) هو محرك صاروخي تكون فيه المادة الدافعة في الحالة السائلة. تكون السوائل مفضّلة كوقود للصواريخ بسبب ارتفاع كثافتها مقارنة مع الغازات ممّا يسمح أن يكون حجم الخزّانات صغيراً. بالإضافة إلى ذلك، فإنه من الممكن في هذه الحالة استخدام مضخّات تربو طاردة ذات وزن منخفض من أجل ضخ المادة الدافعة من الخزانات إلى حجرة الاحتراق، ممّا يعني أنّ المواد الدافعة يمكن أن تحفظ تحت ضغط منخفض، بالتالي فإنّ الخزانات المستخدمة يمكن أن تكون خفيفة الوزن.
يستخدم أحياناً غاز خامل في حالة ضغظ مرتفع بدلاً من المضخات من أجل دفع المادة الدافعة السائلة إلى حجرة الاحتراق. قد تكون نسبة الكتلة في هذا النوع أقل منها من النوع الحاوي على المضخات، لكن يعتمد عليها بشكل أكبر.
يمكن استخدام مادة واحدة كوقود سائل أو اثنتين، وفي بعض الحالات النادرة لثلاث مواد. في حالة الوقود ذي المادتين الدافعتين، يكون هناك وقود سائل مثل الهيدروجين السائل أو وقود هيدروكربوني مثل RP-1 بالإضافة إلى مؤكسد سائل، مثل الأكسجين السائل.
يستخدم الوقود السائل أيضاً في الصواريخ الهجينة، والتي يكون فيها المؤكسد السائل ممتزجاً مع الوقود الصلب.

## نبذة تاريخية
ظهرت فكرة الصاروخ ذي الوقود السائل كما هو متعارف عليها في السياق الحديث لأول مرة في كتاب استكشاف الفضاء الكوني عن طريق أجهزة التفاعل، لمعلم المدرسة الروسية قسطنطين تسيولكوفسكي. نُشرت هذه الأطروحة الرائدة في الملاحة الفضائية في مايو عام 1903، لكنها لم تُوزع خارج روسيا إلا بعد سنوات، وأعطاها العلماء الروس اهتمامًا قليلًا.[بحاجة لمصدر]
جرت الرحلة الأولى لصاروخ ذي وقود سائل في 16 مارس عام 1926، في أبورن، ماساتشوستس، عندما أطلق البروفيسور الأمريكي الدكتور روبرت غودارد المركبة باستخدام الأوكسجين السائل بالإضافة إلى الغازولين بمثابة المواد الدافعة. وصل ارتفاع الصاروخ الذي أُطلق عليه اسم «نيل» إلى ارتفاع 41 قدم خلال رحلة استمرت 2.5 ثانية، وانتهت في حقل ملفوف، لكنه شكل دليلًا مهمًا على أن الصواريخ ذات الوقود السائل كانت ممكنة. بدء غودارد بتجربة المواد الدافعة السائلة بجدية في عام 1921، علمًا أنه كان قد اقترحها قبل ذلك بخمسة عشر عامًا. نشر الألماني-الروماني هيرمان أوبرث كتابًا في عام 1922، يقترح فيه استخدام المواد الدافعة السائلة.
في ألمانيا، فُتن المهندسون والعلماء بالصواريخ ذات الوقود السائل، وقاموا ببنائها واختبارها في بدايات الثلاثينيات من القرن العشرين في حقل قرب برلين. تضمنت مجموعة هواة الصواريخ هذه جمعية السفر الفضائي، بما في ذلك فيرنر فون براون، الذي أصبح رئيسًا لمركز أبحاث الجيش الذي صمم سلاح الصواريخ في-2 للنازيين.
بحلول أواخر ثلاثينيات القرن العشرين، بدأت تُجرى التجارب لاستخدام الدفع الصاروخي في الرحلات المأهولة بشكل جدي، عندما قامت الطائرة الجوية الألمانية هاينكل هي 176 ذات الدفع الصاروخي برحلتها الأولى في 20 يونيو عام 1939، مستخدمةً محرك صاروخي ذو وقود سائل، صممه مهندس الملاحة الجوية الألماني هيلموت  والتر. كانت الطائرة المقاتلة الوحيدة المُنتجة ذات الدفع الصاروخي للخدمة العسكرية هي مي163 كوميت في عامي 1944-1945، والتي استخدمت أيضًا تصميم والتر للمحرك الصاروخي ذو الوقود السائل والتر إتش دبليو كي 109-509، والذي أنتج قوة دفع وصلت إلى 1700 كيلوغرام ثقلي (16.7 كيلو نيوتن) في أقصى طاقة.
بعد الحرب العالمية الثانية، أخذت الحكومة الأمريكية والجيش الأمريكي في النهاية الصواريخ ذات الوقود السائل على محمل الجد بمثابة أسلحة، وبدأت تموّل العمل عليها. قام الاتحاد السوفييتي بالمثل، وهكذا بدء سباق الفضاء.

## الأنواع
بُنيت الصواريخ ذات الوقود السائل بمثابة صواريخ أحادية الوقود تستخدم نوعًا واحدًا من المواد الدافعة، أو صواريخ ثنائية الوقود التي تستخدم نوعين من المواد الدافعة، أو الصواريخ ثلاثية الوقود الأكثر غرابة التي تستخدم ثلاثة أنواع من المواد الدافعة. تستخدم الصواريخ ذات الوقود الثنائي السائل بشكل عام وقود سائل، مثل وقود الهيدروجين السائل أو وقود الهيدروكربون مثل أر بّي-1، بالإضافة إلى مؤكسد سائل مثل الأوكسجين السائل. قد يكون المحرك عبارة عن محرك صاروخي ذات وقود منخفض درجة الحرارة، وعندها يكون كل من الوقود والمؤكسد، مثل الهيدروجين والأوكسجين عبارة عن غازات تصبح سائلة في درجات حرارة منخفضة جدًا.
يُمكن للصواريخ ذات الوقود السائل أن تُخنق (تغير قوة الدفع) في الوقت الحقيقي، وتمتلك قدرة السيطرة على نسبة الخليط ( النسبة التي يُخلط تبعًا لها المؤكسد والوقود). ويُمكن إيقافها ومن ثم إعادة تشغيلها باستخدام نظام إشعال مناسب أو مادة دافعة ذات اشتعال ذاتي.
تستخدم الصواريخ العاملة بمادة دفع هجينة مؤكسدًا سائلًا ووقودًا صلبًا.

## مبدأ التشغيل
تملك كل المحركات الصاروخية ذات الوقود السائل صهاريج وأنابيب لتخزين المادة الدافعة ونقلها، بالإضافة إلى نظام حاقن، وحجرة احتراق تكون عادة اسطوانية، وفوهة صاروخية (فتحتين أو أكثر في بعض الأحيان). تتيح أنظمة الوقود السائل اندفاع نوعي أعلى من المحركات الصاروخية ذات الوقود الهجين أو الصلب، ويمكنها جعل كفاءة صهريج التخزين عالية جدًا.
تتميز المادة الدافعة السائلة النموذجية على عكس الغاز بكثافة مماثلة للماء، وتبلغ تقريبًا 0.7 – 1.4 غرام/سنتيمتر مكعب (باستثناء الهيدروجين السائل الذي يتميز بكثافة أقل بكثير)، وتتطلب فقط ضغط معتدل نسبيًا لمنع التبخر. يسمح هذا الجمع بين الكثافة والضغط المنخفض بأن يكون الصهريج خفيف جدًا، بوزن يقارب 1% من محتواه من المادة الدافعة الكثيفة، وحوالي 10% من الهيدروجين السائل (بسبب كثافته المنخفضة، وكتلة العزل المطلوب).
من أجل عملية الحقن في حجرة الاحتراق، يجب على ضغط المادة الدافعة في الحاقنات أن يكون أكبر من الضغط في الحجرة، ويمكن تحقيق ذلك عن طريق مضخة. إنّ المضخات المناسبة التي تُستخدم عادةً هي المضخات التوربينية ذات الطرد المركزي، بسبب قدرتها العالية وخفة وزنها، على الرغم من استخدام المضخات الترددية في الماضي. تستطيع المضخات التوربينية تقديم أداء ممتاز لأنها عادة ما تكون ذات وزن خفيف جدًا، إذ يبلغ وزنها على الأرض أقل بكثير من 1% من قوة الدفع (تقاس قوة الدفع بالنيوتن أو الكيلوغرام). وبالفعل وصلت النسب بين قوة دفع المحرك الصاروخي بالكامل إلى الوزن الذي يتضمن المضخة التوربينية إلى 155:1 وذلك عند استخدام محرك شركة سبيس إكس الصاروخي من طراز ميرلين 1دي، ووصلت إلى 180:1 مع إصدار ميرلين 1دي فاكيوم.
وعوضًا عن ذلك، يمكن استخدام خزان ثقيل يحتوي على غاز خامل عالي الضغط مثل الهيليوم بدلًا من استخدام المضخات، وبالتالي الاستغناء عنها، ولكن غالبًا سيكون «دلتا في» التي تستطيع المرحلة تحقيقه أقل بكثير بسبب كتلة الخزان الإضافية، وبالتالي انخفاض الأداء. ولكن يمكن أن تكون كتلة الخزان المُستخدمة مقبولة في الارتفاع والتفريغ العاليين.
المكونات الرئيسية للمحرك الصاروخي هي حجرة الاحتراق (حجرة الدفع)، والمشعِل الناري، ونظام تغذية بالمواد الدافعة، والصمامات، والمنظمات، وخزانات المواد الدافعة، وفوهة المحرك الصاروخي. أمّا من حيث تزويد غرفة الاحتراق بالمواد الدافعة، هنالك المحركات ذات الوقود السائل التي تُغذى بالضغط أو بالضخ، وتعمل المحركات التي تتغذى بالضخ إمّا عن طريق دورة مولد الغاز، أو دورة الاحتراق المرحلي، أو دورة اتساعية.
يُمكن اختبار المحركات ذات الوقود السائل قبل استخدامها، أمّا بالنسبة للمحركات ذات الوقود الصلب فيجب تطبيق إدارة دقيقة للجودة أثناء تصنيعها لضمان موثوقيتها العالية. يمكن إعادة استخدام الصاروخ ذات الوقود السائل عادةً لعدة رحلات، كما في مكوك الفضاء، وسلسلة صواريخ فالكون9.
يمكن أن يرتبط استخدام المواد الدافعة السائلة بعدد من المشاكل:
- ينتقل مركز كتلة المركبة بشكل ملحوظ إلى مؤخرة المركبة لأنّ المادة الدافعة تشكل جزء كبير من جدًا من كتلتها، وعادةً ما سيفقد الشخص السيطرة على المركبة إن كان مركز كتلتها قريبًا جدًا من مركز السحب.
- عند العمل في الغلاف الجوي، يجب ضمان كون الضغط على جدران خزانات المواد الدافعة الرقيقة بشكل كبير عادةً ضغطًا مقاسًا موجبًا في كل الأوقات لتجنب الانهيار الكارثي للخزان.
- تخضع المواد الدافعة السائلة إلى ديناميكية سلوش أو التحرك بعنف، والتي تؤدي في كثير من الأحيان إلى فقدان السيطرة على المركبة. يمكن التحكم بهذا عن طريق استخدام عوارض سلوش في الخزانات، بالإضافة إلى قواعد التحكم الحازمة في نظام التوجيه.
- يمكن أن تعاني المواد الدافعة من تذبذب بوغو، حيث تعاني الصواريخ من دورات تسارع غير مأمور بها.